# هانس دبلیو لیپمان
هانس دبلیو لیپمان (انگلیسی: Hans W. Liepmann; ۳ ژوئیهٔ ۱۹۱۴ – ۲۴ ژوئن ۲۰۰۹) دانشمند در زمینه اهل ایالات متحده آمریکا بود.
وی همچنین برندهٔ جوایزی همچون نشان ملی علوم، جایزه دینامیک سیالات، و مدال ملی فناوری و نوآوری شده‌است.